# Zdravko Juričko (1929.)
Zdravko Juričko (Split, 29. ožujka 1929. – Split, 23. veljače 2012.), hrvatski nogometaš, igrao za splitski Hajduk i beogradski BSK, u kom je postao prvotimac, a potom, kad je to od vlasti odobreno, otišao nastaviti karijeru u Švicarskoj. Ukupno je za Hajduk odigrao 83 utakmice i postigao 23 gola, sudjelujući u osvajanju dvaju državnih prvenstava (1950. i 1952.). Za BSK je ukupno odigrao 75 prvenstvenih utakmica i postigao pet golova u periodu između 1953. i 1957., osvojivši i dva kupa (1953. i 1955.), oba puta pobjedama protiv Hajduka u finalu. Juričko je nastupio u oba susreta. U BSK-u je prvo nastupao kao bek, a onda se kao niski centarhalf afirmirao za B reprezentaciju Jugoslavije. godine.
Statistika u Hajduku
| Natjecanje        | Nastupi | Zgoditci |
| ----------------- | ------- | -------- |
| Prvenstvo         | 14      | 2        |
| Kup               | 5       | 3        |
| Superkup          | 0       | 0        |
| Međunarodne       | 0       | 0        |
| Splitski podsavez | 0       | 0        |
| Ukupno            | 19      | 5        |
| Prijateljske      | 64      | 18       |
| Sveukupno         | 83      | 23       |